# Krzysztof Jan Kurzydłowski
Krzysztof Jan Kurzydłowski (ur. 29 sierpnia 1954 w Lublinie) – polski fizyk, profesor nauk technicznych, w latach 1993–1999 prorektor Politechniki Warszawskiej, w latach 2005–2006 podsekretarz stanu w Ministerstwie Edukacji i Nauki, w latach 2006–2007 podsekretarz stanu w Ministerstwie Nauki i Szkolnictwa Wyższego, w latach 2011–2016 dyrektor Narodowego Centrum Badań i Rozwoju.

## Życiorys
Ukończył studia na Wydziale Fizyki Technicznej i Matematyki Stosowanej Politechniki Warszawskiej. Uzyskał następnie na Politechnice Warszawskiej stopnie naukowe doktora (1981) i doktora habilitowanego (1989). W 1995 otrzymał tytuł profesora nauk technicznych. W pracy naukowej zajmuje się inżynierią materiałową, opisywaniem struktury i modelowaniem właściwości materiałów, badaniami nad nanomateriałami, kwestią degradacji materiałów konstrukcyjnych i funkcjonalnych.
Pracę zawodową zaczął w 1981 jako starszy asystent w Instytucie Inżynierii Materiałowej PW. Stanowiska profesorskie obejmował w 1993 (profesor nadzwyczajny) i 1998 (profesor zwyczajny). Był prodziekanem Wydziału Inżynierii Materiałowej (1992–1993), a od 1993 do 1999 zajmował stanowisko prorektora Politechniki Warszawskiej. W latach 1999–2003 był dziekanem Wydziału Inżynierii Materiałowej tej uczelni, pozostał pracownikiem naukowym w Zakładzie Projektowania Materiałów PW. W latach 2000–2005 przewodniczył Zespołowi Inżynierii Materiałowej i Technologii Materiałowych KBN. Od 1999 do 2005 był wiceprzewodniczącym Komitetu Badań Naukowych, a następnie Rady Nauki, w której stał na czele Komisji Badań na Rzecz Rozwoju Gospodarki.
Jest europejskim konsultantem w zakresie zagadnień bezpieczeństwa eksploatacji instalacji przemysłowych. Odbywał staże zagraniczne w University of Manitoba w Kanadzie, Brunel University w Wielkiej Brytanii i w École nationale supérieure des mines de Saint-Étienne we Francji. Opublikował ponad 500 artykułów naukowych oraz kilka monografii. Był promotorem około 60 rozpraw doktorskich. 
Należy do licznych stowarzyszeń międzynarodowych i krajowych. W 2010 został przewodniczącym Polskiego Towarzystwa Badań Nieniszczących i Diagnostyki Technicznej Stowarzyszenia Inżynierów i Techników Mechaników Polskich. Był wśród założycieli Polskiego Forum Akademicko-Gospodarczego i jego dyrektorem od 1992 do 2000. Jest członkiem Fellow of the Institute of Materials, European Materials Research Society, European Pressure Equipment Research Council, American Society of Mechanical Engineers, Towarzystwa Naukowego Warszawskiego, Polskiego Towarzystwa Fizycznego i innych.
Od 23 listopada 2005 do 6 maja 2006 zajmował stanowisko podsekretarza stanu w Ministerstwie Edukacji i Nauki. Następnie od 8 maja 2006 do 21 grudnia 2007 pełnił taką samą funkcję w Ministerstwie Nauki i Szkolnictwa Wyższego. 20 grudnia 2010 otrzymał nominację (z dniem 1 stycznia 2011) na dyrektora Narodowego Centrum Badań i Rozwoju, funkcję tę pełnił do 20 stycznia 2016.
5 lipca 2016 został zatrzymany, a następnie tymczasowo aresztowany w związku z zarzutami korupcyjnymi. Z aresztu został zwolniony za poręczeniem majątkowym w grudniu 2016.
Żonaty, ma dwóch synów.

## Odznaczenia i wyróżnienia
Otrzymał tytuły doktora honoris causa Politechniki Rzeszowskiej (2009), Politechniki Śląskiej, Politechniki Wrocławskiej (2015), Politechniki Białostockiej (2016). Odznaczony Srebrnym (1996) i Złotym (2000) Krzyżem Zasługi.